# Mesofyl

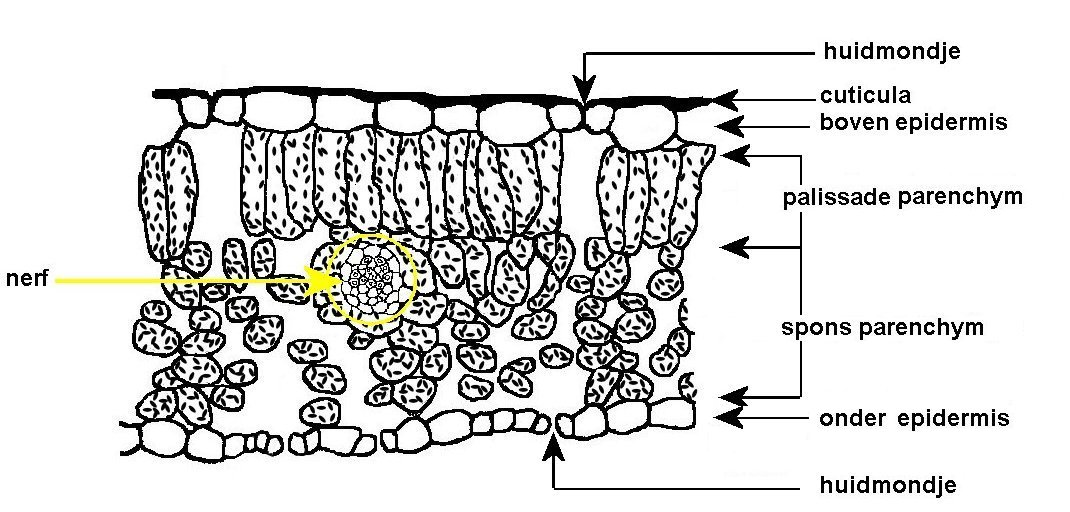
dwarsdoorsnede standaardblad

Het mesofyl is het parenchymatische weefsel in een blad en bestaat aan de bovenkant uit het palissadeparenchym en aan de onderkant uit het sponsparenchym.
Het mesofyl heeft bij plantensoorten met
- horizontaal gericht blad twee laagjes. De bovenste laag is het palissadeparenchym, bestaande uit één- of twee cellagen, dicht opeengepakte langwerpige cellen. Bij schaduwbladeren bestaat het palissadeparenchym uit één cellaag. Hieronder zit het sponsparenchym, sponsachtig weefsel bestaande uit meer ronde cellen. De huidmondjes vormen de verbinding tussen de buitenlucht en het palissade- en sponsparenchym.
- verticaal gericht blad (meeste eenzaadlobbigen) één laagje met dezelfde soort cellen.

De larven van bladmineerders voeden zich met het mesofyl.
Ook zijn er schimmels, zoals meeldauw en aardappelziekte die door de huidmondjes naar binnen dringen en tussen het mesofyl schimmeldraden maken.